# Lijst van grietmannen van Hemelumer Oldeferd
Dit is een lijst van grietmannen van de voormalige Nederlandse grietenij Hemelumer Oldeferd (tot 1956 Hemelumer Oldephaert en Noordwolde) in de provincie Friesland tot de invoering van de gemeentewet in 1851.
| Ambtsperiode | Naam grietman                         | Leven        | Bijzonderheden |
| ------------ | ------------------------------------- | ------------ | --- |
| 1517         | Hartman van Galama                    |              | |
| 1524         | Lieuwe Aedsgers                       |              | Tevens grietman van Gaasterland en Doniawerstal. Mogelijk waarnemend grietman van Wymbritseradeel. |
| 1526 - 1543  | Hans Metsger                          |              | Mogelijk een zoon van Bernard Metsger, meegekomen in navolging van de hertog van Saksen. Kwam tevens voor als drost van Stavoren. |
| 1545 - 1574  | Frederik van Hoorn                    |              | Zoon van Jacob, graaf van Hoorn. |
| 1574 - 1577  | Martin Bayart                         |              | Heer van Gantau. Tevens drost van Stavoren. Actief als soldaat in Spaanse dienst. Gevangengenomen. |
| 1577 - 1595  | Francois van Pipenpoy                 |              | Tevens drost van Stavoren. In navolging van de graaf van Rennenberg naar Friesland gekomen. Zijn zoon Eraert trouwde met een dochter van Jarich van Liauckema.                                                                             |
| 1580 - 1600  | Hessel van Epema                      | †1600        | Schoonzoon van Douwe van Sixma, burgemeester van Franeker. |
| 1601 - 1603  | Rienk Atzes                           | †1603        | |
| 1603 - 1624  | Douwe van Epema                       | †1624        | Zoon van Hessel van Epema. Eerder substituut grietman. |
| 1625 - 1626  | Laelius van Lycklama                  | 1575-1625    | Zwager van Douwe van Epema. Zoon van Meyne Lyckles, substituut grietman van Weststellingwerf. Van Lycklama was tevens een zwager van Hessel van Bootsma, grietman van Idaarderadeel, en Idzart van Grovestins, grietman van Menaldumadeel. |
| 1626 - 1640  | Sjoerd van Aylva                      | †1640        | |
| 1641 - 1660  | Johan van Aylva                       | ca.1614-1660 | Zoon van Sjoerd van Aylva. Zijn zwager Sicke van Rinia was dijkgraaf van Hemelumer Oldeferd. |
| 1660 - 1672  | Jarich van Grovestins                 | †1672        | Zoon van Sicco van Grovestins, grietman van Hennaarderadeel. |
| 1672         | Tjaard van Aylva                      | †1705        | Later grietman van Wonseradeel. Zoon van Ulbe van Aylva, grietman van Baarderadeel en later grietman van Wonseradeel. Zwager van Laes van Burmania, grietman van Idaarderadeel en later grietman van Leeuwarderadeel.                      |
| 1673 - 1688  | Gellius Wijbrandus van Jongstal       | †1688        | |
| 1688 - 1743  | Jacobus van der Waijen                | 1666-1743    | |
| 1743 - 1745  | Daniel van der Haer                   | 1689-1745    | |
| 1745 - 1764  | Johan Willem van der Haer             | 1722-1764    | Zoon van Daniel van der Haer. |
| 1765 - 1779  | Ernst Willem van Wijdenbrugh          | 1731-1788    | |
| 1779 - 1787  | Arend Julianus de Beere               | 1753-1820    | Schoonzoon van Johan Willem van der Haer. |
| 1788 - 1795  | Hamen Sijbes van Midlum               | 1739-1809    | Voorheen schoolmeester te Koudum. Werd in 1795 afgezet, maar had in 1804 weer zitting in het gemeentebestuur. |
| 1795 - 1816  |                                       |              | Geen grietmannen vanwege de Franse Tijd. |
| 1816 - 1823  | Daniël Bonifacius van der Haer        | 1756-1823    | Zoon van Johan Willem van der Haer. |
| 1824 - 1836  | Tjalling Minne Watze baron van Asbeck | 1795-1855    | |
| 1836 - 1844  | Gerardus Assuerus Avenhorn van Nauta  | 1790-1844    | |
| 1844 - 1851  | Epke Roos baron van Asbeck            | 1821-1910    | Later de eerste burgemeester van Hemelumer Oldeferd. Zoon van Tjalling Minne Watze van Asbeck. |